# Sevilla (Valle del Cauca)
Sevilla es un municipio colombiano situado en el departamento de Valle del Cauca. Está ubicado en la subregión Oriente del departamento. Además, se encuentra en la Región Paisa colombiana y hace parte del Paisaje Cultural Cafetero, declarado Patrimonio Cultural de la Humanidad por la UNESCO en París, 2011. 
Cuenta con importantes festivales de música y artes, reconocidos a nivel nacional e internacional. Goza de una hermosa vista de gran parte de los municipios del Valle del Cauca, el paisaje vallecaucano y el Quindío, en especial en horas de la noche, así como por sus balcones de arquitectura ancestral.

## Generalidades
Se localiza a una distancia de 154 km de la ciudad de Cali y se comunica por carretera con Caicedonia (Valle del Cauca), Calarcá y Armenia en el Quindío, y con Bugalagrande y Zarzal en el Valle. Dispone de 15 establecimientos de enseñanza media, entre los cuales pueden mencionarse el General Santander, el Liceo Mixto, la concentración de desarrollo rural Heraclio Uribe Uribe, el San Luis y el San Carlos. Cuenta con 23 escuelas primarias urbanas y 53 rurales. El Balcón del Valle, cuenta con la emisora más escuchada en el norte del Valle del Cauca y sus alrededores Caracol Radio Sevilla, emisora afiliada a la primera cadena radial de Colombia Caracol Radio, con la particularidad tiene una programación variada de música popular y del recuerdo como boleros, rancheras, tangos, despecho, corridos, carrilera, etc. Dado que la región es netamente de vocación agrícola. Tiene 16 canchas múltiples de deporte y una cooperativa de caficultores.

## Geografía
Está ubicado al nororiente del Valle del Cauca, a una altitud de 1612 metros sobre el nivel del mar.
Su temperatura promedio es de 20°. Cuenta con todos los pisos térmicos lo que le permite tener una gran riqueza agrícola, ya que cultiva variedad de alimentos. Sus principales productos son el café, el plátano, el banano, la caña panelera, el aguacate y los cítricos. El sector agropecuario es su principal motor económico.
La mayor parte del territorio sevillano es montañoso y su relieve corresponde a la vertiente occidental de la Cordillera Central de los Andes. Se destaca entre sus accidentes orográficos el páramo de Barragán, situado en el límite con el departamento de Tolima; las cuchillas Pijao y San Joaquín; así como los altos Alcores, Buenavista, Cimitarras y Pijao.
Sus tierras se distribuyen en pisos térmicos así: medio, 268 km²; frío, 314 km², y páramo, 95 km². Están regadas por los ríos Ballesteros, Bomboná, Bugalagrande, Cimitarra, Cinabrío, La Fe, La Paila, La Sara, La Vieja, Palomino, Pijao, Saldaña, San Marcos, Tibí y Totoró, además de numerosas corrientes menores, siendo una importante cruz hídrica para el departamento del Valle del Cauca.

### Límites municipales
Limita con los siguientes municipios:
|                                  | Norte: La Tebaida |                                      |
| Oeste: Zarzal Bugalagrande Tuluá |                   | Este: Caicedonia Génova Roncesvalles |
|                                  | Sur: Chaparral    |                                      |

## División político-administrativa
Aparte de su cabecera municipal, Sevilla tiene bajo su jurisdicción los siguientes centros poblados:
- Buenos Aires
- Corozal
- Cumbarco
- La Cuchilla
- Quebrada Nueva
- San Antonio

## Historia
En 1903 el asentamiento fue fundado oficialmente como San Luis por parte de colonos antioqueños y caldenses, con la imagen al frente de Don Heraclio Uribe Uribe. En 1904 fue creado como corregimiento dentro del municipio de Bugalagrande y diez años después es erigido en municipio por la Asamblea Departamental de Valle del Cauca.
Fue fungido, por los colonos, como fundador, de Sevilla, Don Heraclio Uribe Uribe, acompañado por: Don Zenón Joaquín García González, Fernando Ortiz Agudelo , Francisco Heladio Hoyos Gómez, Eliseo Muñoz Valencia, Juan José Cardona Loaiza, Francisco Alvarado, Alan David Roa Gil y Juan de la Cruz Serna; quienes fueron unos de los primeros pobladores junto con sus respectivas familias.
Primer Alcalde: Pompilio Ceballos
Primer Presidente del Concejo Municipal: Carlos Ceballos

### Fundación y primeros pobladores
Desde la década de 1880 estuvieron llegando colonos desde Antioquia, Viejo Caldas, Tolima y Santander, huyendo de la guerra y otras adversidades, colonizaron e hicieron asentamientos en diversos sitios del hoy municipio, como la familia García (Zenón, Jesús, Emiliano y Manuel), Eliseo Muñoz, Antonio María Gómez (cronista de la fundación, Coronel del ejército Liberal en la Guerra de los Mil Días, Primer Biógrafo del Quindío, también hizo parte de la Junta Fundadora de Armenia Quindío) Pedro y Aniceto Osorio, Antonio Naranjo y Jesús Carmona en linderos del actual perímetro urbano; Rafael Hoyos en Palmichal; Nazario Ávalo y Moisés Serna en La Raquelita; Francisco Heladio Hoyos en La Suiza; Heliodoro y Jesús Ceballos, en El Manzano y Morro Azul, Antonio Alvarado en Palomino y Juan de la Cruz Serna entre muchos otros, como Raúl Borja García y su Esposa la señora Ana Elia que poblaron el pueblo en las primeras décadas del siglo XX y allí formaron su familia conformada por doce hijos: Raúl, José Libardo, Nelson, Lupita, Mary, Mario, Oswaldo, Wilson, Mariela, Armando, Edinson y Malena. Hijos ilustres de esta bella región. Ya se vislumbraba un caserío y cierta movilidad comercial entre diversos colonizadores, hacia 1902 y 1903 llegan a estas tierras los representantes de las Sociedades Burila y El Hobero, en cabeza de Daniel Gutiérrez y Heraclio Uribe Uribe (cuya familia venía asentándose y explorando estas tierras, sobre todo las bajas), respectivamente, con títulos de propiedad sobre las tierras.
Erigido en corregimiento de Bugalagrande el 4 de septiembre de 1904, el nombre de Sevilla fue puesto por Pompilio Ceballos para complacer a su hija Mélida (primera bautizada en San Luis), quien se enamoró de una compañía de baile y cantaores, supuestamente de Sevilla, España, pero muy probablemente gitanos nacionales. Y le pidió a su padre que se le pusiera al poblado el nombre de Sevilla. Pompilio Ceballos fue a la Asamblea, en compañía de Tulio Villegas, como el promotor de la población reconocida como municipio; antes de aprobar la ordenanza, allí le preguntó el diputado ponente (Pedro Antonio Molina) qué nombre se le pondría, y Pompilio dijo que como lo quería su hija Mélida, "Sevilla". El diputado en la Asamblea dijo "Sevilla", por lo cual aparece en los anales como si el nombre se lo hubiera puesto él. Finalmente, se delega a Carlos Ossa el 8 de abril de 1914 para que vaya a la Asamblea y este regresa con la Ordenanza N.º 26 del 2 de abril de 1914, con la cual se erigió el Municipio de Sevilla.
En agosto de 1923 se le deslindó lo que eran las antiguas veredas de Colón, Cuba Nuevo y otras, por presiones de la misma Sociedad Burila, para hacer un centro urbano que quedara equidistante de todas las tierras que pretendían usurpar; como la familia Caicedo tenía fuertes intereses en la sociedad Burila, le pusieron el nombre de Caicedonia, para hacerle honor a su feudo propio.
Después de horribles episodios contra los colonos y legítimos dueños de la tierra, finalmente, les fue revocada la concesión Burila en 1930, y los títulos escriturados a sus legítimos dueños, los colonos. Todos estos horribles episodios de la sociedad Burila fueron narrados magistralmente por Ignacio Torres Giraldo en su obra histórica “Los Inconformes”.

### Breve historia artística y cultural
Al igual que su gran auge económico y poblacional el municipio tuvo un gran auge cultural, se inicia con el primer cronista, “El Diario”, fundacional de Antonio María Gómez, la llegada de la primera comparsa “La Sevillana”, la publicación sucesiva de “El Provinciano”, “La Montaña”, “Eco de Sevilla”, “La Libertad”, “Guante Rojo”, la llegada de la imprenta con “Dios y Patria” del padre Zawadzki. Se funda el Centro Cultural “Víctor Hugo”, por Pedro E. Gil, Gregorio Alzate y Juan de Dios Botero, entre otros; lanzan la revista (primera en Sevilla) “Ariel”.

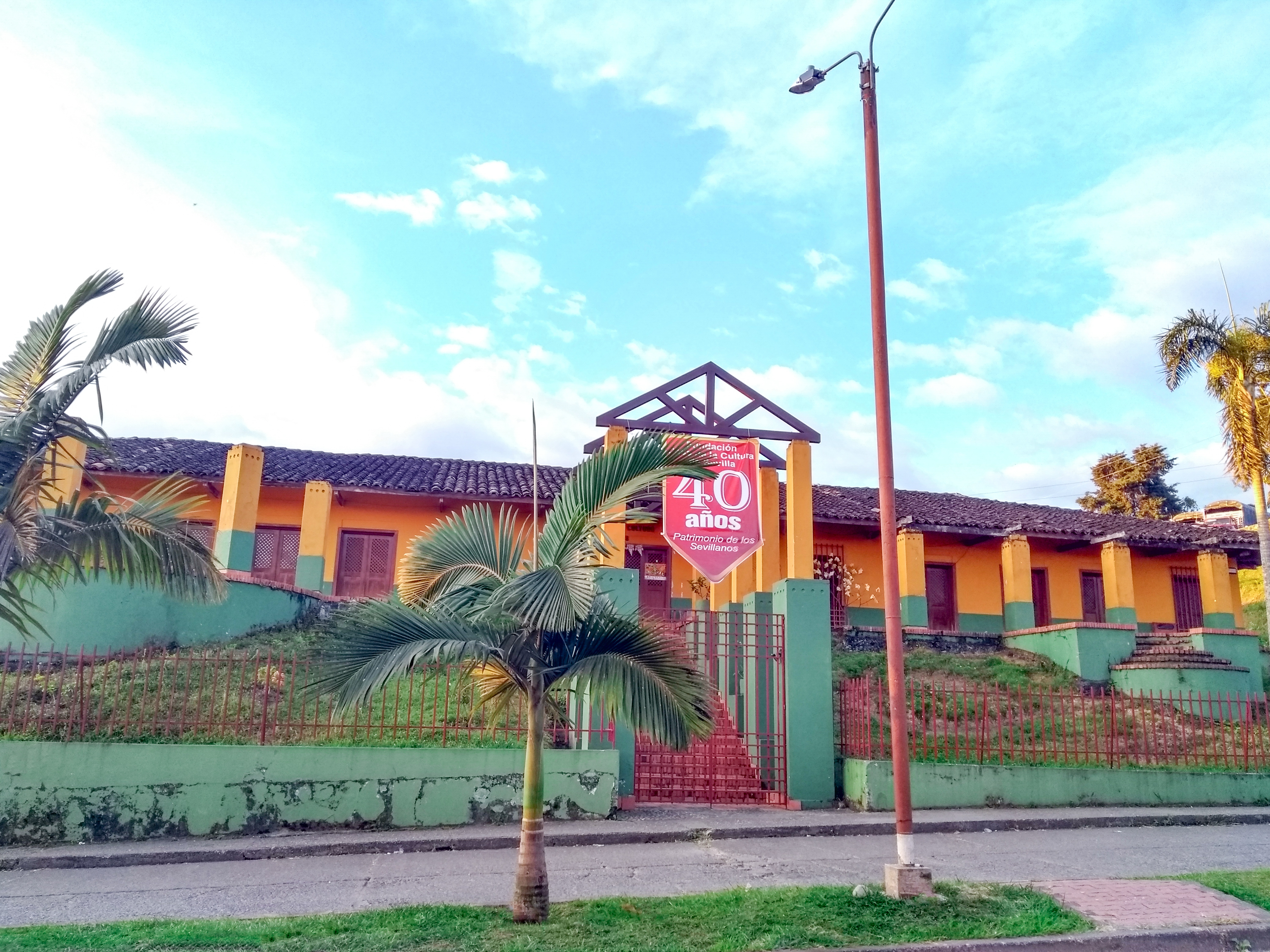
Fundación Casa de la Cultura

Después, se funda el "Ateneo Literario", por Daniel Fernando Giraldo , Lino, Pedro Emilio y Leopoldo Gil, Julio Ceballos, Emilio Arias, Francisco Restrepo, entre otros. Sevilla era objeto de múltiples tertulias literarias se recuerda a Antonio Abad, Abel Botero, Arturo Jaramillo, las de Hugo Toro, Julián Serna, Héctor Abad Gómez, Gerardo Cruz, Jesús Cardona Hoyos.
En 1978, se funda “La Casa de la Cultura de Sevilla”, donde realizan foros, conferencias, cineclub con proyecciones de versiones de la literatura y cinematografía mundial (cinearte), presentaciones de teatro de grupos de alcance nacional e internacional, publican una revista, “Huellas”. Se construye la sede que se terminó en 1986. Desde 1990 ejerce su dirección el Grupo Bandola, quienes realizan importante labor en el campo musical colombiano, generando un importante festival nacional con su propio nombre.
En 2013, el reconocido galerista y curador Carlos Alberto González, motu proprio, da apertura a su casa-museo Art-Decó, con una importantísima colección de objetos Decó y de arte contemporáneo, lo cual es otro hecho o hito importante en la nueva cultura sevillana.

## Economía
Sus principales actividades económicas son la producción de café, grano, la agricultura, la ganadería, el comercio, la minería
y la explotación forestal e industrial. Llamada la "Capital Cafetera de Colombia" dedica más de quince mil hectáreas al cultivo de café. Son importantes también el plátano, la yuca, la caña panelera, el maíz, el fríjol, la papa y la cebada; en el campo de la minería cuenta con yacimientos de oro, sal, cobre, mercurio y caolín, todos con producción artesanal. Además cuenta con los servicios de alcantarillado, energía, y un teatro. Dentro de la ganadería se presenta la cría de cebú, pardo suizo y holstein en las principales ganaderías del municipio, tales como la Hacienda La Canelita y la Hacienda Juan De Dios.

## Sitios de interés y eventos
- Parroquia Basílica Menor San Luis Gonzaga
- Café Casablanca (designado por la Universidad del Valle, por estudio solicitado por la Gobernación, como el sitio más significativo dentro del Patrimonio Cultural Cafetero en la región, 2016)
- Fincas cafeteras
- Miradores paisajísticos (La Cuchilla, Monserrate, Tres Esquinas)
- Plaza de la Concordia
- Plaza Uribe Uribe
- Centro Cultural Hugo Toro
- Palacio del Deporte (estadio, piscina olímpica, bicicross)
- Fundación Casa de la Cultura
- Casa "Foto Toro"

La Santa Sede, por decreto del 18 de junio de 2015, honró con el título y privilegio de Basílica Menor la Iglesia Parroquial de San Luis Gonzaga. La solemne Proclamación y Dedicación tuvo lugar el 19 de noviembre de 2015.

## Eventos
Se celebran las Fiestas Aniversarias y el Reinado del Café en el mes de mayo; el Festival Bandola en la segunda semana de agosto; el Concurso Nacional de la Canción Inédita del Café, en el mes de abril o mayo "El Festival Rock al 100"; Jornadas Culturales "Topo y Tania Ceballos" (diez jornadas, celebradas hasta 2011); el "Festival del Campo" y "Sevijazz", en noviembre; las Noches de Tango, entre otros.

## Servicios públicos
- Energía Eléctrica: Celsia, es la empresa prestadora del servicio de energía eléctrica.[4]
- Gas Natural: Gases de Occidente es la empresa distribuidora y comercializadora de gas natural en el municipio.